# Костино (Сарапульський район)
Ко́стино (рос. Костино) — присілок в Сарапульському районі Удмуртії, Росія.
Урбаноніми:
- вулиці — Миру, Набережна, Нова, Польова, Сонячна

## Населення
Населення становить 361 особа (2010, 346 у 2002).
Національний склад (2002):
- росіяни — 91 %